# NRP João Roby (F487)
A NRP "João Roby" (F487) é uma corveta da classe "Baptista de Andrade", a serviço da Armada Portuguesa exercendo actualmente a missão de escoltador oceânico ligeiro. O seu nome foi atribuido em honra de João Roby, um dos Irmãos Roby.

## Equipamento
- 2 Motores OEW Pielstick 12 Pc2.2 V 400 Diesel
- 1 radar de navegação KH5000 Nucleus
- 1 radar de navegação KH1007

### Armamento
- 1 peça de 100mm Creusot-Loire
- 2 peças de 40mm Bofors 40mm Bofors 40mm/70

## Galeria

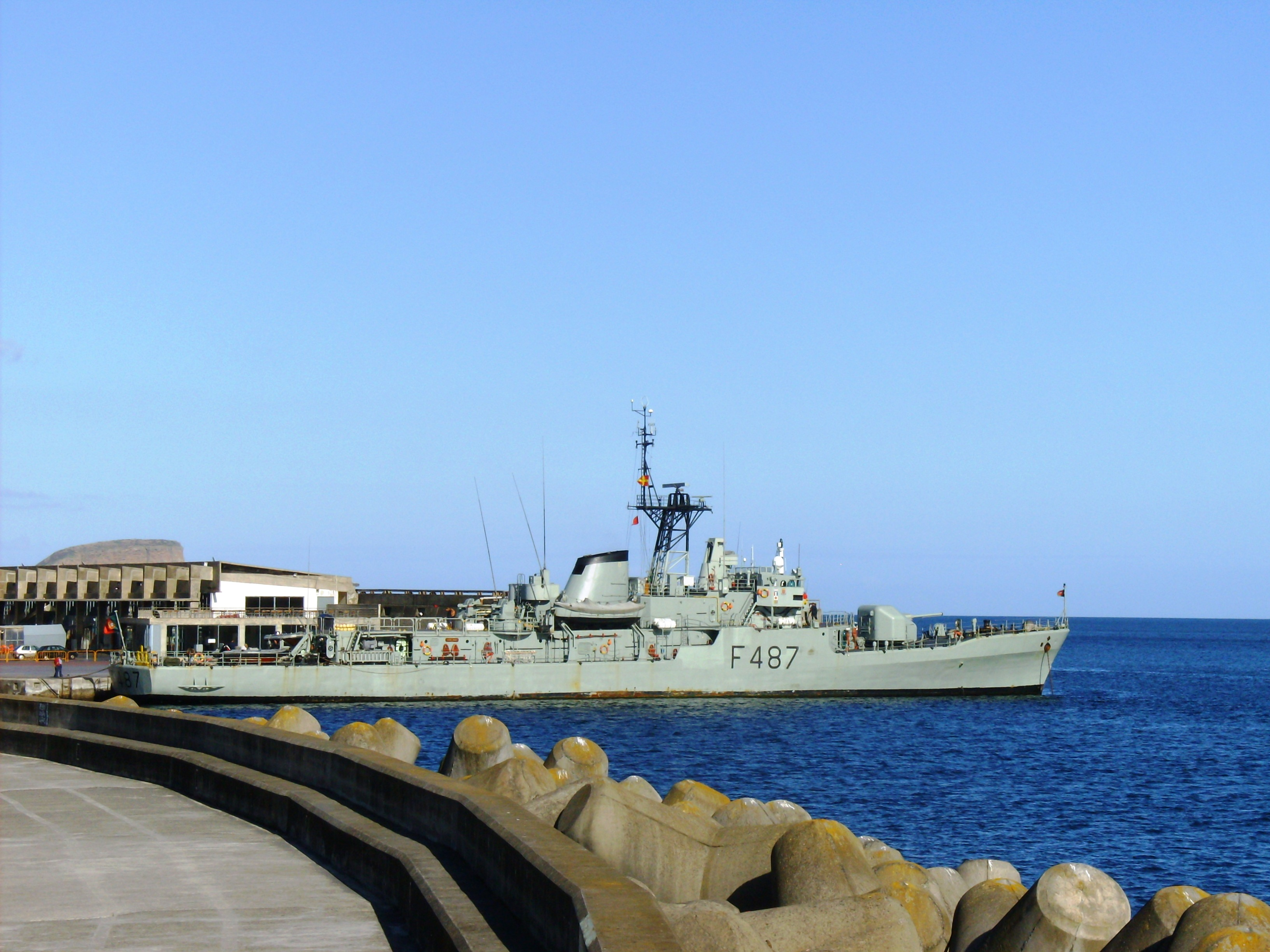
O NRP João Roby.